# Solidarité (Brésil)
Pour les articles homonymes, voir Solidarité.
Solidariedade (SD) est un parti politique brésilien, approuvé par le Tribunal électoral en septembre 2013 et dont le nombre électoral est 77.
Il obtient 13 députés lors des élections parlementaires brésiliennes de 2018.

## Résultats électoraux

### Élections présidentielles
| Année | Candidat                  | 1er tour   | 1er tour | 1er tour | 2d tour    | 2d tour | 2d tour |
| Année | Candidat                  | Voix       | %        | Rang     | Voix       | %       | Rang    |
| ----- | ------------------------- | ---------- | -------- | -------- | ---------- | ------- | ------- |
| 2014  | Aécio Neves               | 34 897 211 | 33,55    | 2e       | 51 041 155 | 51,64   | 1er     |
| 2018  | Geraldo Alckmin           | 5 096 349  | 4,76     | 4e       |            |         |         |
| 2022  | Luiz Inácio Lula da Silva | 57 259 504 | 48,43    | 1er      | 60 345 999 | 50,90   | 1er     |